# Christy Carlson Romano
Christy Carlson Romano (Milford, Connecticut; 20 de marzo de 1984) es una actriz y cantante estadounidense. Es conocida por sus papeles como Ren Stevens en Even Stevens, Kim Possible en la serie de su mismo nombre y Jackie Dorsey en The Cutting Edge 2: Buscando El Oro, y como la voz de Yuffie Kisaragi en Kingdom Hearts y Final Fantasy VII: Advent Children.

## Biografía

### Primeros años
Christy nació el 20 de marzo de 1984, en Milford, Connecticut, hija de Sharon Carlson y Anthony Romano. Tiene tres hermanos mayores: Jennifer y Marcella Romano, sus hermanas, y su hermano Anthony Jr. Cursó en el New York Professional Children's School, de la cual se graduó en 2002. Es la actriz más joven que haya interpretado a Bella en las producciones de Broadway de La Bella y la Bestia, y fue parte del grupo de The Broadway Kids. Romano, unos años más tarde, se mudaría a Atlanta, Georgia, y comenzaría la producción de la obra de teatro Annie, de los teatros de Atlanta.

### Carrera de actuación

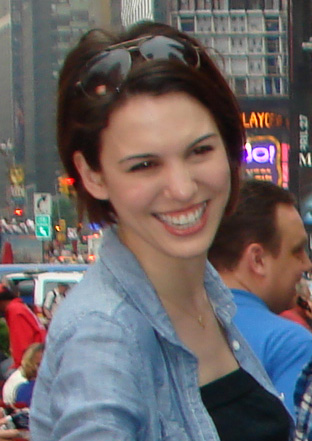
Christy Carlson Romano en 2010

En 1997, antes de mudarse a Atlanta, debutó en Parade, otra obra de Broadway. Ese mismo año, después de la mudanza, participa en el filme del episodio piloto de la próxima serie de Disney, El Hermano Menor de los Spivey, que sería lo que se dejó como el capítulo final de la 1ª temporada de la serie, llamado Una Mala Primera Semana. El piloto se entregó a Disney Channel, y decidieron cambiar el apellido de la familia "Spivey" por "Stevens", y luego de varias modificaciones, el piloto, se transmitió en 1999, con la serie bajo el nombre de Even Stevens. La serie se estrenaría en el año 1999 con el episodio Swap.com. En 2002, hizo su rol en el videojuego Kingdom Hearts, y obtuvo el rol de la cadete Capitán Jennifer Stone en la película La Cadete Kelly, junto a Hilary Duff. Luego, obtuvo el rol principal de Kim Possible. Romano finalizó su 31.ª semana interpretando a Bella en La Bella y La Bestia en Broadway en septiembre de 2004. En 2005, Christy ganó un premio por ser la Mejor Ciudadana de Connecticut en 2005.
Romano hizo de la estrella del pop, Poppy Blu, en el película Kim Possible, la cual salió en febrero de 2019.

### Carrera musical
Mientras trabajaba en Disney, Romano grabó canciones como parte de la banda sonora de Kim Possible y otros proyectos de Disney. Cantó por primera vez en un episodio de Even Stevens. En 2004, Walt Disney Records produjo su álbum debut Greatest Disney TV & Film Hits. Romano firmó con Jason Flom en Atlantic Records. Flom fue despedido antes de que Romano pudiera sacar su primer disco. Continuó escribiendo música con Kara DioGuardi y Matrix y varias de sus canciones forman parte de películas.

### Carrera literaria
Tras su carrera como cantante, Romano se dedicó a los audiolibros, incluyendo Pop Princess de Rachel Cohn, The Unbecoming of Mara Dyer trilogía de Michelle Hodkin, y Beautiful Blue World de Suzanne M. LaFleur. También prestó su voz para narrar "To Catch A Killer" de Sheryl Scarborough, "Futuristic Violence and Fancy Suits" de David Wong, "Kaledoscope Hearts" de Claire Contreras, y "Adventures of Owl Series" de Kristi Charish.
El 22 de agosto de 2006, publicó su propia novela, Grace's Turn, para la que realizó una versión narrada por ella.

## Vida personal
Romano asistió al Barnard College y se graduó en Estudios Cinematográficos. Romano y el escritor-productor Brendan Rooney se conocieron en febrero de 2011 mientras ella estudiaba en el Barnard College.Se comprometieron en noviembre de ese año y, tras dos años de compromiso, se casaron el 31 de diciembre de 2013 en el Banff Springs Hotel en Banff, Alberta. En junio de 2016, la pareja anunció que esperaban su primer hijo; su primera hija, Isabella Victoria, nació en diciembre de 2016. El 31 de agosto de 2018, anunciaron que tendría otra hija, Sophia Elizabeth, la cual nació en febrero de 2019.